# 현숙공주
현숙공주(顯肅公主, 1464년 3월 28일(음력 2월 12일) ~ 1502년 7월 2일(음력 5월 18일))는 조선의 공주이며, 예종의 장녀이자 적장녀이며, 어머니는 예종의 계비 안순왕후이다.

## 생애

### 출생
1464년(세조 10년) 2월 12일, 당시 왕세자였던 예종과 세자의 후궁인 종5품 소훈(昭訓) 한씨(韓氏, 안순왕후)의 딸로 태어났다. 예종이 즉위하면서 소훈 한씨를 왕비로 책봉하여 공주가 되었다. 성종 대에 정숙공주(貞淑公主)에 봉작되었다. 이후 현숙공주(顯肅公主)로 작호가 개칭되었다.

### 공주 시절
예종의 적장자인 제안대군을 제치고 왕위에 오른 성종은 제안대군은 물론 예종의 딸인 현숙공주 또한 후하게 대우하며 부족한 것이 없도록 각별하게 살펴 주었다.
1475년(성종 6년), 임사홍의 아들인 풍천위(豐川尉) 임광재(任光載)와 혼인하였다. 현숙공주는 시아버지인 임사홍을 아버지처럼 따르고 의지하였다. 1478년(성종 9년), 임사홍이 붕당을 만들어 조정을 문란하게 한 죄로 탄핵되어 처벌될 위기에 놓이자 현숙공주는 성종에게 상언하여 임사홍의 형장을 속해주기를 청하였다.
 
주강(晝講)에 나아갔다.
임금(성종)이 좌우에 이르기를,
"내가 일찍이 듣건대, 정숙공주(貞淑公主, 현숙공주)가 일찍이 예종(睿宗)을 여의고 임사홍에게 의지하여
중히 여기기를 친아버지와 같이 하고, 일찍이 임사홍의 집에 있으면서 아버지로 불렀다고 한다.
그 사랑하고 중히 여김이 지극한 인정에서 나왔는데,
지금 정숙공주가 밀성군(密城君)의 집에 있으면서 임사홍의 일을 듣고 항상 슬피 울며 먹지 아니하니,
거의 병을 이루었다.
내가 중사(中使)를 보내어 이르기를,
‘임사홍이 죄를 범한 것이 깊고 중하여 용서될 리가 만무하니, 지나치게 슬퍼하지 말라.’고 하였으나,
오히려 먹지 아니하고, 또 지금 상언을 하였는데, 그 말이 심히 슬프고 가엾다.
그가 비록 여자일지라도 예종을 사모하는 정이 그칠 수 없는데다가
임사홍을 보기를 예종과 같이 하니, 그 정이 가련하다.
 — 《성종실록》 92권,
성종 9년(1478년 명 성화(成化) 14년) 5월 7일 (무진)
그러나 현숙공주의 투기심과 임광재의 축첩으로 인해 부부 사이는 매우 나빴으며 슬하에 자녀를 두지 못했다.

### 현숙공주 독살 미수 사건
1494년(성종 25년) 현숙공주의 여종인 청옥(靑玉)이 공주의 어머니인 안순왕후에게 공주의 유모 대이(大伊)와 보모 소비(小非), 대이의 아들 이근수(李根守) 등이 공주의 식사에 비상을 타 독살하려 했다고 아뢰었다. 안순왕후는 크게 놀라 관계자들을 잡아들이고 국문하게 하였으나 뚜렷한 결과가 나오지 않았다. 성종도 영의정 이극배 등에게 명해 이 사건을 조사하게 하였으나 용의자인 유모 등이 혐의를 부인해 사건은 좀처럼 해결될 기미를 보이지 않았다.
이 사건으로 인해 50여 명이 옥에 갇히고 그 중 40여 명이 고문을 당해 유모 대이를 비롯한 10여 명이 목숨을 잃었다. 성종과 안순왕후는 이 사건의 배후에 공주의 남편인 임광재가 연루되어 있다고 의심하였고, 성종은 도승지를 의금부로 보내 죄인들에게 임광재가 양가집 규수를 첩으로 둔 사건에 대해 아는 것을 이야기하면 풀어주겠다고 회유하였다. 이후 풍천위가 양인을 첩으로 둔 사실이 밝혀지면서 풍천위는 국문을 받고 귀양을 가게 되었다.
성종은 공주의 독살 미수 사건에 대해, 공주의 유모 등이 풍천위에게 잘 보이기 위해 저지른 사건이라는 자의적인 결론을 내렸다. 그러나 실록에서는 이 사건에 대하여 남편의 외도를 질투한 현숙공주의 자작극이라고 보아 다음과 같이 평하고 있다.
 
사신은 논한다.
임광재(任光載)는 성상께서 총애하여 매일 좌우에서 모시지 않음이 없었으니,
그 은사(恩賜)는 이루 헤아릴 수가 없었다.
공주는 투기심이 강하고 사나워 비복(婢僕)이 임광재를 우연히 가까이하면
반드시 손수 장(杖)을 잡고 쳤으며, 임광재를 원망하여 해(害)하기를 도모하였다.
그 유모(乳媼)와 보모가 (현숙공주에게) 항상 직언하여 규찰하고 책망하니,
드디어 노여움이 쌓여 (유모와 보모를) 죽일 마음을 먹고는
'유모가 약을 넣어 나를 죽일 것을 도모하였다'고 무고(誣告)하여,
옥(獄)에 갇혀 국문을 받게 하고 마침내 곤장을 맞다 죽게 하였다.
그 친척 및 보모와 일에 관련된 노비 중 죄 없이 죽은 자가 7, 8인이나 되니,
참혹함을 차마 말할 수가 없었다.
끝내 비록 자복을 받았다 하더라도 사실이 애매하니,
이 일과 이덕숭(李德崇)의 옥사[獄]는 가장 뭇사람의 마음을 만족시키지 못하였다.

 — 《성종실록》 292권,
성종 25년(1494년 명 홍치(弘治) 7년) 7월 19일 (을사)
1495년(연산군 1년) 3월, 임광재는 풍천위의 직첩을 돌려받고 관직을 제수받았으나 한달 후에 병으로 사망하였다.

### 사망
1502년(연산군 8년) 5월 18일 사망하였다. 연산군은 중미(中米) 70섬, 황두(黃豆) 30섬, 청밀(淸蜜) 10말, 참기름 15말, 참밀 3섬, 석회 50섬 및 면포와 정포를 각각 150필씩 부의하였다.

## 가족 관계
| - 조부 : 세조(世祖, 1417~1468) - 조모 : 정희왕후 윤씨(貞熹王后 尹氏, 1418~1483) - 아버지 : 예종(睿宗, 1450~1469) - 외조부 : 청천부원군 한백륜(淸川府院君 韓伯倫, 1427~1474) - 외조모 : 서하부부인 풍천 임씨(西河府夫人 豊川 任氏, ?~ 1472) - 어머니 : 안순왕후 한씨(安順王后 韓氏, 1445~1498) - 동생 : 제안대군 현(齋安大君 琄, 1466~1525) - 동생 : 혜순공주(惠順公主, 1468~1469) | - 시조부 : 임원준(任元濬, 1423~1500) - 시조모 : 의령 남씨(宜寧 南氏) - 시아버지 : 임사홍(任士洪, 1445~1506) - 시어머니 : 전주 이씨(全州 李氏) - 효령대군의 손녀이자 보성군의 셋째딸 - 부마 : 풍천위(豐川尉) 임광재(任光載, ?~1495) |

## 현숙공주가 등장하는 작품

### 드라마
- 《장녹수》(1995)(KBS1, 배우 : 서갑숙)

### 소설
- 《부마》 조종사, 문단과문학사, 1995, ISBN 8986035030

## 참고 자료
- 현숙공주 - 한국학중앙연구원